# Martin Kamen
Martin David Kamen (Toronto, 27 agosto 1913 – 31 agosto 2002) è stato un biochimico canadese, membro del Progetto Manhattan.
Insieme a Sam Ruben ha scoperto il radiocarbonio il 27 febbraio 1940 presso l'università Lawrence Berkeley National Laboratory di Berkeley, che usarono in una serie di esperimenti sulle piante nei quali scoprirono che la trasformazione della CO2 in zuccheri poteva avvenire anche al buio.
È stato insignito dal Dipartimento dell'Energia degli Stati Uniti d'America del premio Enrico Fermi nel 1995, e del Albert Einstein World Award of Science nel 1989.